# پایگاه هوایی دریایی پورت الکساندر
 پایگاه هوایی دریایی پورت الکساندر (به انگلیسی: Port Alexander Seaplane Base) یک فرودگاه همگانی بهره‌برداری هوایی با کد یاتا PTD است که یک باند فرود آب دارد و طول باند آن ۹۱۴ متر است. این فرودگاه در کشور ایالات متحده آمریکا قرار دارد و در ارتفاع ۰ متری از سطح دریا واقع شده است.